# Revolução Mongol de 1911
A Revolução Mongol de 1911 (ou Revolução de Libertação Nacional da Mongólia) ocorreu quando a região da Mongólia Exterior declarou sua independência da dinastia Qing Manchu durante a Revolução Xinhai.  Uma combinação de fatores, incluindo as dificuldades econômicas e falta de resistência ao imperialismo ocidental levou muitos na China ao descontentamento com o governo Qing. Quando um novo programa para colonizar a Mongólia com chineses han e assimilar os nativos foi revelado, isso foi recebido com resistência que resultou em uma separação relativamente pacifica do Império Qing. Muitos comandantes Barga e da Mongólia do Sul auxiliaram na revolução e se tornaram os líderes da revolução. 

## Papel da Rússia
O papel dos russos nesta revolução (e mais tarde na revolução de 1921) tem sido controverso. Historiadores chineses, especialmente, têm muitas vezes explicado os acontecimentos de 1911 como o produto de "provocações e manipulações czaristas". Esta conclusão contradiz, porém com materiais arquivados da Rússia e Mongólia. O movimento pela independência na Mongólia Exterior foi, em grande medida, uma reação às novas políticas dos Qing destinadas a assimilar os mongóis por chineses han. O governo imperial russo preferiria ver a Mongólia Exterior como um Estado tampão contra as influências chinesas e japonesas nas fronteiras russas na Sibéria, um estado dependente ou autonomo da China. A revolução também refletiu um crescente sentimento de nacionalismo por parte dos mongóis,  e seu desejo de formar um Estado-nação, forças políticas e sociais que estavam em ação na China naquela época também. 